# Paul von Rennenkampf
Paul von Rennenkampf (ros. Павел Карлович Ренненкампф; ur. 17 kwietnia?/29 kwietnia 1854 w Konuvere, zm. 1 kwietnia 1918 w Taganrogu) – rosyjski wojskowy niemieckiego pochodzenia w stopniu generała kawalerii Armii Imperium Rosyjskiego. W 1918 aresztowany i rozstrzelany przez Czeka.

## Życiorys
Pochodził z rodziny Niemców bałtyckich, która przybyła w XVI wieku z Westfalii do ówczesnych Inflant.
Ukończył oficerską szkołę piechoty junkrów w Helsinkach (1873) oraz Nikołajewską Akademię Sztabu Generalnego (1882). Po ukończeniu akademii służył w sztabie Warszawskiego Okręgu Wojskowego. 7 kwietnia 1890 roku w stopniu podpułkownika został szefem sztabu twierdzy Osowiec, a 7 kwietnia 1891 roku awansowany do stopnia pułkownika i przeniesiony na szefa sztabu 14 Dywizji Kawalerii. W 1900 roku został dowódcą brygady kawalerii. Uczestniczył w likwidacji powstania bokserów w Chinach.
W czasie wojny rosyjsko-japońskiej dowodził Zabajkalską Dywizją Kawalerii. Po wybuchu rewolucji 1905 roku, jako dowódca oddziału karnego we wschodniej Syberii, w latach 1905–1907 brał udział w likwidacji ruchów rewolucyjnych. W 1910 roku został mianowany generałem kawalerii. W 1913 roku mianowano go dowódcą Wileńskiego Okręgu Wojskowego.
Na początku I wojny światowej objął dowództwo rosyjskiej 1 Armii. W czasie tzw. operacji wschodniopruskiej (1914) nie udzielił pomocy 2 Armii, co doprowadziło do jej rozbicia, a później we wrześniu 1914 roku rozbicia jego własnej 1 Armii. Podczas bitwy pod Łodzią w listopadzie 1914 roku, w wyniku nieudolnych działań dowodzonej przez niego 1 Armii, niemieckiej grupie gen. Scheffera udało się wyjść z okrążenia. Te błędy przypłacił zdjęciem ze stanowiska dowódcy armii 6 października 1914 roku. Po dymisji przeprowadzono dochodzenie, które potwierdziło jego odpowiedzialność, prócz tego wykryto defraudację pieniędzy wojskowych. Dzięki poparciu cara nie był sądzony, jedynie został zmuszony do odejścia w stan spoczynku. Po rewolucji lutowej i obaleniu caratu był aresztowany i osadzony w twierdzy Pietropawłowskiej. Rozpoczęło się przeciw niemu nowe dochodzenie prowadzone przez Nadzwyczajną Komisję Śledczą Rządu Tymczasowego. Po przewrocie bolszewickim (rewolucji październikowej) został zwolniony z więzienia, wyjechał do Taganrogu, gdzie się ukrywał.
Aresztowany 16 marca 1918 roku przez funkcjonariuszy Czeka. Na polecenie Rady Komisarzy Ludowych zaoferowano mu stanowisko dowódcze w Armii Czerwonej. Rennenkampf jednak odmówił, w rezultacie w końcu marca Władimir Antonow-Owsiejenko osobiście wydał rozkaz o jego rozstrzelaniu. Wyrok wykonano w nocy 31 marca 1918.
Prawdopodobnie został pochowany na starym cmentarzu w Taganrogu.

## Ordery i odznaczenia

### Rosyjskie
- Order Świętego Jerzego III i IV klasy
- Order Świętego Włodzimierza (trzykrotnie)
- Order Świętej Anny (I, II i III klasy)
- Order Świętego Stanisława (I, II i III klasy)
- Złoty Oręż „Za Waleczność” (dwukrotnie)

### Zagraniczne
- Order Korony Żelaznej (Austro-Węgry)
- Order Miecza (Szwecja)

## Galeria

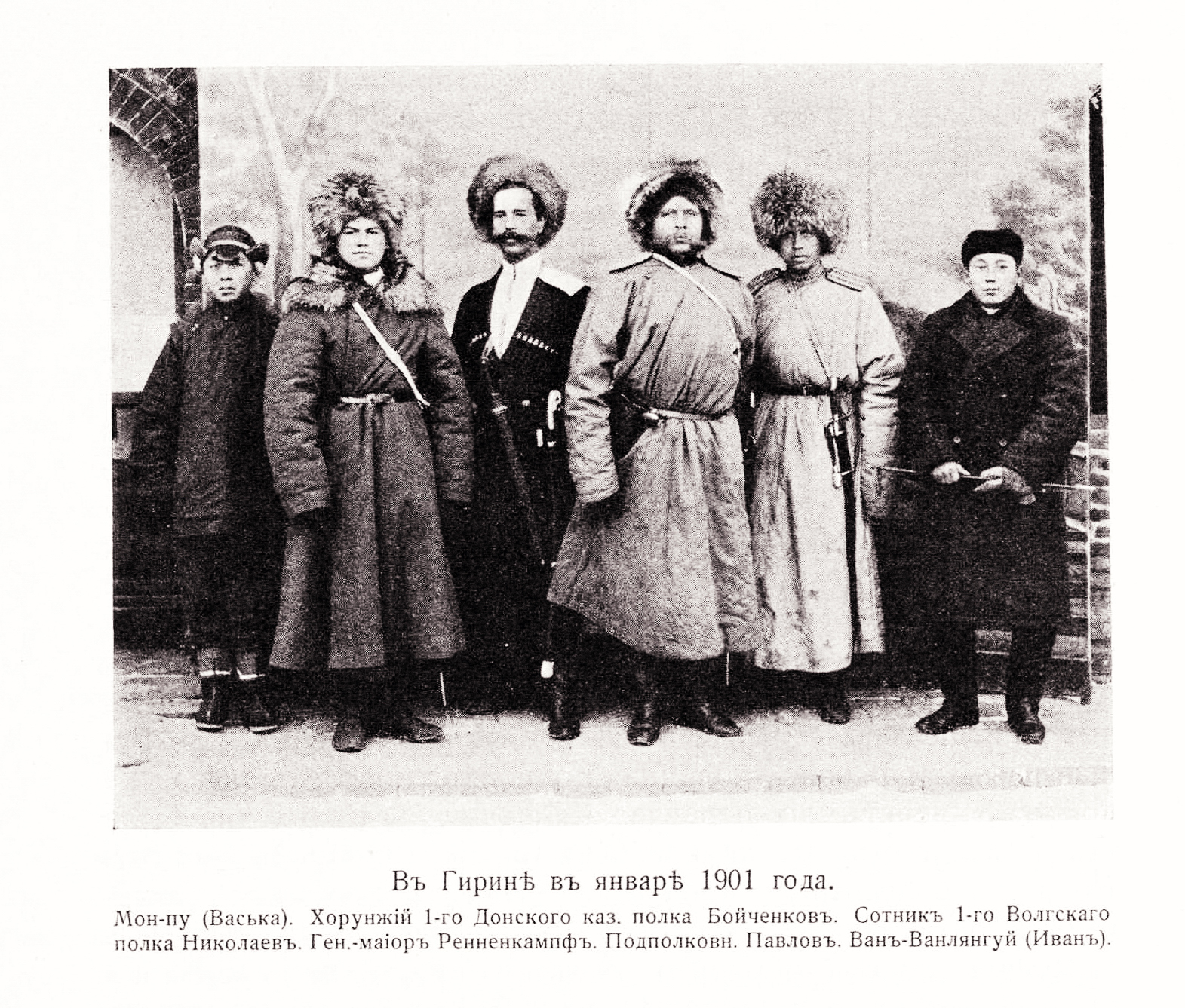
Rennenkampf wśród rosyjskich wojskowych podczas pobytu w Chinach w 1901
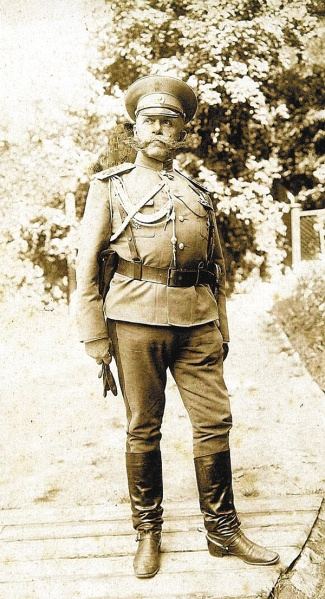
Paul von Rennenkampf w 1914
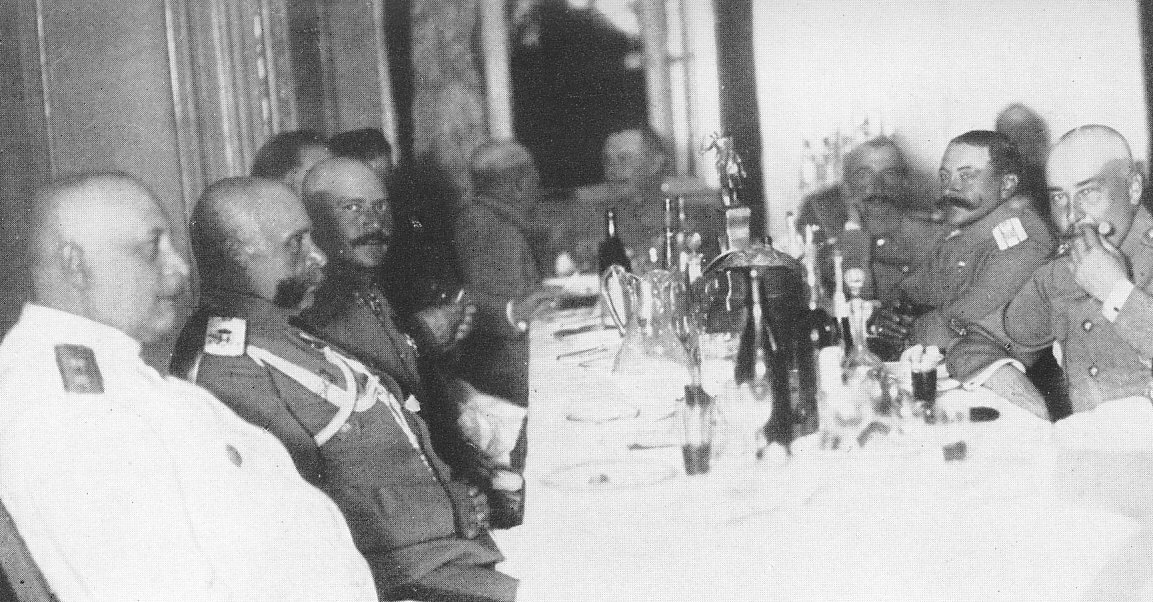
Rennenkampf (drugi po lewej) ze swoim sztabem w hotelu "Dessauer Hof" w Insterburgu w Prusach Wschodnich w sierpniu 1914
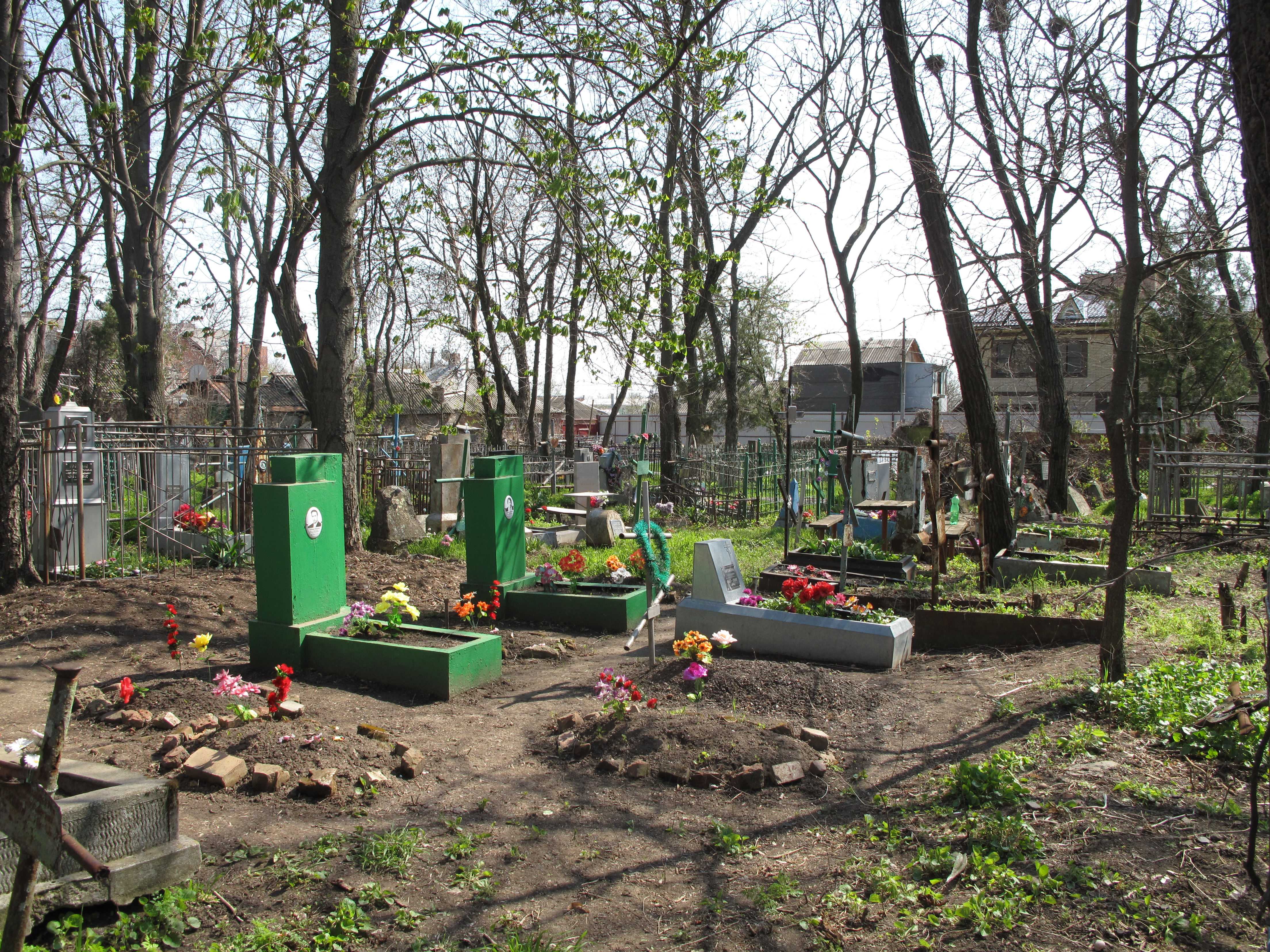
Prawdopodobne miejsce pochówku Paula von Rennenkampfa na cmentarzu w Taganrogu